# 삼성 갤럭시 On7 (2016)
삼성 갤럭시 On7 (2016)(영어: Samsung Galaxy On7 (2016))은 삼성전자가 2016년 11월 30일에 출시한 보급형 스마트폰이다. 11월에 누가 업데이트가 예정 돼 있었지만 관리자의 오타로 취소되었다고 공지사항이 올라왔다. 그로 인해 많은 사람들이 '삼성 멤버스'앱에 항의글을 올렸었다. 결국 온7은 10월 31일자로 안드로이드 7.0으로 업데이트가 되었다.

## 가격 및 색상
39만9300원에 출시되었으며 블랙, 골드 두가지의 색상이 있다.

## 진행
누가(nougat) 업데이트가 취소되었지만 삼성 멤버스에 공지 오류라고 재게시하면서 업데이트가 10월 31일자로 진행되었다. 삼성 멤버스에서 하반기에 메이저 업데이트 오레오(8.0 OREO)가 12월 예정되어 있었고 2018년 12월 5일자 8.1 오레오의 업데이트가 진행되었다.

## 같이 보기
- 삼성 갤럭시

1. ↑  삼성전자, 중저가 대화면 폰 ‘갤럭시 On7’ 출시 - 데일리안 (2022년 4월 8일 확인)
2. ↑  삼성, 30만원대 ‘갤럭시 On7’ 출시 - 파이낸셜뉴스 (2022년 4월 8일 확인)
3. ↑  삼성전자, 메탈프레임 강화유리 스마트폰 ‘갤럭시 On7’ 출시 - 매일경제 (2022년 4월 8일 확인)